# Hermann Langerbeck
Hermann Karl Ernst Langerbeck (* 10. Oktober 1908 in Bremen; † 16. Februar 1964 in Frankfurt am Main) war ein deutscher klassischer Philologe.

## Leben
Hermann Langerbeck studierte Klassische Philologie an der Berliner Universität, wo Werner Jaeger sein einflussreichster Lehrer wurde. Von ihm empfing Langerbeck die Anregung zu seinem lebenslangen Forschungsgebiet, der griechischen Philosophie. Er wurde 1934 mit der Dissertation ΔΟΣΙΣ ΕΠΙΡΥΣΜΙΗ: Studien zu Demokrits Ethik und Erkenntnislehre promoviert, die 1935 in Jaegers Reihe Neue Philologische Untersuchungen erschien.
Nach der Promotion arbeitete Langerbeck als Assistent an der Universität Frankfurt am Main und habilitierte sich 1939 in Göttingen. Bei Ausbruch des Zweiten Weltkriegs wurde er zum Wehrdienst verpflichtet und musste seine wissenschaftliche Laufbahn unterbrechen. Eine Dozentur an der Königsberger Universität, die ihm 1941 angeboten wurde, konnte er nicht antreten.
Gegen Ende des Krieges wurde er in Russland von einer feindlichen Kugel ins Rückenmark getroffen, sodass er bis zu seinem Tod auf einen Rollstuhl angewiesen war. Nach seiner Rückkehr aus dem Krieg habilitierte sich Langerbeck an die Universität Frankfurt um, wo er 1951 zum außerplanmäßigen und 1960 zum außerordentlichen Professor für Klassische Philologie ernannt wurde. Am 16. Februar 1964 starb er im Alter von 55 Jahren an den Folgen einer Kriegsverletzung. Drei Jahre später erschien aus seinem Nachlass der Sammelband Aufsätze zur Gnosis (Göttingen 1967), der vom Göttinger Kirchenhistoriker Hermann Dörries herausgegeben wurde.
In seiner Forschungsarbeit zur griechischen Philosophie bemühte sich Langerbeck, den Einfluss der platonischen Philosophie auf das Denken der Griechen zu erweisen und so Interpolationen in den Lehren der Vorsokratiker aufzuspüren. Er untersuchte auch platonische Einflüsse auf die Kirchenväter und beteiligte sich an der Gesamtedition der Schriften Gregors von Nyssa, die sein Lehrer Werner Jaeger betrieb. Nach dem Tod Jaegers übernahm er die Herausgabe, konnte sie aber nicht zu Ende führen, da er ihn nur um drei Jahre überlebte. Das Projekt wurde von Heinrich Dörrie abgeschlossen.